# Jon Cryer
 (novembre 2024).
Si vous disposez d'ouvrages ou d'articles de référence ou si vous connaissez des sites web de qualité traitant du thème abordé ici, merci de compléter l'article en donnant les références utiles à sa vérifiabilité et en les liant à la section « Notes et références ».
Jonathan Niven Cryer né le 16 avril 1965 à New York est un acteur, scénariste et producteur américain. Il est connu pour le rôle d'Alan Harper, un des personnages principaux de la série Mon Oncle Charlie, qu'il a tenu pendant 12 ans.

## Biographie
Il est le fils de Gretchen Cryer et David Cryer. Il a deux sœurs, Robin et Shelley.
Il a été marié à l'actrice britannique Sarah Trigger, avec qui il a eu un fils, Charlie Austin. Ils sont divorcés depuis 2004.
Dans le quatrième et dernier volet de la saga Superman, aux côtés de Christopher Reeve et Gene Hackman, il est Lenny, le neveu de Lex Luthor. Plus de 30 ans après le film, il incarne à son tour le rôle de Lex Luthor, dès la quatrième saison de la série Supergirl.
Il a été choisi pour le rôle de Chandler Bing dans la série Friends mais, ne pouvant se libérer, le rôle fut donné à Matthew Perry.[réf. nécessaire]
Il a joué le rôle de Alan Harper dans la sitcom à succès Mon oncle Charlie entre 2003 et 2015, aux côtés de Charlie Sheen puis Ashton Kutcher. Il touchait 600 000 dollars par épisode, ce qui à l'époque faisait de lui le troisième acteur le mieux payé de la télévision (Charlie Sheen était en première place avec 1 250 000 dollars par épisode). Il a reçu 2 Primetime Emmy Awards pour ce rôle en 2009 (Meilleur second rôle dans une série comique) et 2012 (Meilleur acteur dans une série comique).

## Filmographie

### Acteur
- 1984 : Pris sur le vif (No Small Affair) : Charles Cummings
- 1985 : Noon Wine : Teenage Herbert
- 1986 : Rose bonbon : Phil Dale Duckie
- 1987 : Hiding Out (en) de Bob Giraldi : Andrew Morenski / Max Hauser
- 1987 : Dudes : Grant
- 1987 : Superman 4 : Lenny, le neveu de Lex Luthor
- 1987 : Morgan Stewart's Coming Home : Morgan Stewart
- 1988 : Rap Master Ronnie: A Report Card
- 1989 : The Famous Teddy Z : Teddy Zakalokis
- 1989 : Penn & Teller Get Killed : 3e Frat Boy
- 1991 : Hot Shots! de Jim Abrahams : Jim « Fausse Couche » Pfaffenbach
- 1993 : Heads : Guy Franklin
- 1993 : The Waiter : Tommy Kazdan
- 1995-1996 : Ménage à trois (série télévisée) : Bob
- 1996 : Au-delà du réel : L'aventure continue (saison 2, épisode 21) : Trevor McPhee
- 1996 : Cannes Man : Caméo
- 1996 : The Pompatus of Love : Mark
- 1997 : It's Good To Be King : Mort
- 1997 : Plan B : Stuart Winer
- 1997 : Glam : Jimmy Pells
- 1997 : Dharma et Greg : Brian (saison 1, épisode 3)
- 1998 : Mister G. : Barry
- 1998 : Went to Coney Island on a Mission from God... Be Back by Five : Daniel
- 1998 : Getting Personal (série télévisée) : Sam Wagner
- 1998 : Un toit pour trois : Justin (saison 2 épisode 10)
- 2000-2001 : The Trouble with Normal (série télévisée) : Zack Mango
- 2003 : The Chase Metro : M. Stamm
- 2003-2015 : Mon oncle Charlie (série télévisée) : Alan Harper
- 2003: The Practice : Bobby Donnell et Associés : Terry Pender
- 2003 : Stripperella (série télévisée) : Clifton (voix)
- 2003 : Hey Joel (en) (série télévisée) : Joel Stein
- 2005 : Danny Fantôme (série télévisée) : Freakshow
- 2009 : Hannah Montana (série télévisée) : Kenneth Truscott (saison 4 épisode 12)
- 2009 : Shorts : Papa Thompson
- 2010 : Date limite (Due Date) : Alan Harper
- 2015 : NCIS : Enquêtes spéciales (Saison 13) : Dr Cyril Taft (3 épisodes)
- 2016 : The Ranch (Série Netflix) : Bill (2 épisodes)
- 2019-2021 :  Supergirl : Lex Luthor  (20 épisodes)
- 2019 - 2020 Crisis on Infinite Earths : Lex Luthor  (4 épisodes)
- 2021 : La Méthode Kominsky (The Kominsky Method) - 1 épisode : lui-même

### Scénariste
- 1996 : The Pompatus of Love
- 1998 : Went to Coney Island on a Mission From God... Be Back by Five (1998)

### Producteur
- 1998 : Went to Coney Island on a Mission From God... Be Back by Five (1998)
- 1998 : Getting Personal

## Voix françaises
En France
| - Lionel Tua dans : - Mon oncle Charlie (série télévisée) - Hannah Montana (série télévisée) - Date limite - Mom (série télévisée) - NCIS : Enquêtes spéciales (série télévisée) - Supergirl (série télévisée) - Big Time Adolescence | et aussi - Bernard Soufflet dans Rose bonbon - Jean-François Vlérick dans Superman IV - Thierry Ragueneau dans Hot Shots! - Denis Laustriat dans Ménage à trois (série télévisée) - Olivier Destrez dans Dharma & Greg (série télévisée) - Olivier Garnier dans Mister G - Vincent Ropion dans The Ranch (série télévisée, 1re voix) - Guillaume Lebon dans The Ranch (série télévisée, 2e voix) |